# Trine Dyrholm
Trine Dyrholm (ˈtsʰʁiːnə ˈtyˀɐ̯ˌhʌlˀm; nascuda el 15 d'abril de 1972) és una cantant, actriu i compositora danesa. Dyrholm va rebre reconeixement nacional quan va quedar tercera al Gran Premi Dansk Melodi quan tenia 14 anys. Quatre anys després, va tornar a aconseguir el reconeixement nacional quan va guanyar el Premi Bodil a la millor actriu en la seva pel·lícula de debut: el romanç adolescent Springflod. Dyrholm ha guanyat cinc vegades el Premi Bodil a la millor actriu i un premi Bodil a la millor actriu de repartiment dues vegades, així com sis Premis Robert en la seva carrera com a actriu.

## Carrera
Quan Dyrholm tenia vuit anys, va començar a actuar amb l'orquestra Odense. Als 10 anys, va actuar a Et juleeventyr (Cançó de Nadal) a l'Odense Teater i a les actuacions estivals de Den Fynske Landsby. El 1987, amb 14 anys, Dyrholm va fer el seu gran avanç com a cantant de Trine & The Moonlighters quan el grup es va classificar tercer al Gran Premi Dansk Melodi amb la cançó Danse i måneskin (Ballant sota la llum de la lluna). Després del seu èxit al Gran Premi, Dyrholm va gravar un CD de les seves pròpies cançons.
Dyrholm va assistir a la Statens Teaterskole (Escola Nacional de Teatre Danesa) del 1991 al 1995. El 1995, va debutar a En skærsommernatsdrøm al Grønnegårds Teatret. Dyrholm va obtenir reconeixement nacional amb el seu debut el 1990 a la pel·lícula de romanticisme adolescent Springflod per la qual va rebre el premi Bodil de 1991 a la millor actriu. Aquell mateix any, va obtenir ressenyes brillants pel seu paper a la producció televisiva de Hosekrammeren. Després va aparèixer a les pel·lícules Casanova (1990) i Cecilie (1991) de Morten Lorentzen, i després a De største helte (Els més grans herois) de Thomas Vinterberg el 1996. El 1998, Dyrholm va interpretar el paper de la criada de l'hotel a la primera pel·lícula de Dogma 95 Festen (La celebració).
El 2004, Dyrholm va interpretar el paper de Kate al drama Forbrydelser de Kim Fupz Aakeson (Títol internacional: In Your Hands) pel qual va guanyar el premi Bodil i el premi Robert. El 2005, Dyrholm va tornar a rebre el Bodil pel seu paper principal al thriller Fluerne på væggen (Mosques a la paret). L'any següent, Dyrholm va tornar a guanyar els premis Bodil i Robert per la peculiar sàtira En Soap. El 2007 Trine Dyrholm va ser novament nominada als premis Bodil i Robert pel seu paper secundari a la pel·lícula Daisy Diamond de Simon Staho.
Va cantar cançons per al programa d'humor "Mr. Nice Guy". Tres cançons de "Mr. Nice Guy" amb lletres de Peter Lund Madsen i Anders Lund Madsen i música de Kim Larsen van ser llançades com un EP titulat Mr. Nice Guy. Les cançons van ser cantades per l'actriu principal per a la comèdia, Trine Dylholm, i l'acompanyament musical de la banda d'Emil de Waal. L'EP ha estat el número u de les llistes musicals daneses durant un total de 62 setmanes. Es va mantenir al Top 20 des del 17 de desembre de 2004 fins al 2 de novembre de 2007, més de 136 setmanes a les llistes d'èxits.
El 2011, Dyrholm va guanyar el premi Bodil a la millor actriu per la seva interpretació al thriller Hævnen, que va rebre l'Oscar a la millor pel·lícula de parla no anglesa als 83è Premis de l'Acadèmia.
El 2014 va ser seleccionada com a membre del jurat del 64è Festival Internacional de Cinema de Berlín.
Ha aparegut a les dues temporades d' Arvingerne, en què interpreta el personatge de Gro Grønnegaard. El 2015, Dyrholm va guanyar el premi Robert a la millor actriu en un paper de televisió principal per la seva interpretació en aquesta sèrie.

## Filmografia
| Any  | Títol                             | Paper                             | Notes |
| ---- | --------------------------------- | --------------------------------- | --- |
| 2019 | Dronningen                        | Anne                              | Premi Bodil a la millor actriu Premi Robert a la millor actriu principal Nominada—Premi del Cinema Europeu a la millor actriu                 |
| 2018 | Unge Astrid                       | Matrastra                         | |
| 2017 | Nico, 1988                        | Nico                              | |
| 2017 | Du forsvinder                     | Mia                               | |
| 2016 | Kollektivet                       | ' Anna                            | Ós de Plata a la millor interpretació femenina Premi Robert a la millor actriu principal Nominada—Premi del Cinema Europeu a la millor actriu |
| 2015 | Lang Historie Kort                | Anette                            | |
| 2014 | Who Am I – Kein System ist sicher | Hanne Lindberg                    | |
| 2014 | The Cut                           | Administradora d’orfenat          | |
| 2014 | En Du Elsker                      | Molly Moe                         | |
| 2013 | 3096 Dage                         | mare de Natascha                  | |
| 2013 | Skytten                           | Mia Moesgaard                     | |
| 2012 | Den Skaldede Frisør               | Ida                               | |
| 2012 | En Kongelig Affære                | Juliane Marie                     | |
| 2011 | Værelse 304                       | Helene                            | |
| 2010 | Hævnen                            | Marianne                          | Premi Bodil a la millor actriu principal Premi Robert a la millor actriu principal                                                            |
| 2008 | Disco ormene                      | (veu)                             | |
| 2008 | Lille soldat                      | Lotte                             | |
| 2008 | De Usynlige                       | Agnes                             | |
| 2008 | Dansen                            | Annika                            | |
| 2007 | Daisy Diamond                     | Director de pel·lícula d’animació | Nominada—Premi Bodil a la millor actriu secundària Nominada—Premi Robert a la millor actriu secundària                                        |
| 2007 | Fremkaldt                         | Rikke                             | |
| 2006 | Offscreen                         | ell mateix                        | Nominada—Premi Robert a la millor actriu secundària                                                                                           |
| 2006 | Happy Feet                        | veu                               | Versió danesa |
| 2006 | Der var engang en dreng           | ' Pancake Lady                    | |
| 2006 | Istedgade                         | Sofie                             | |
| 2006 | Sophie                            | Sophie                            | |
| 2006 | En Soap                           | Charlotte                         | Premi Bodil a la millor actriu principal Premi Robert a la millor actriu principal                                                            |
| 2005 | Robotter                          | veu                               | versió danesa |
| 2005 | Fluerne på væggen                 | My Larsen                         | Premi Bodil a la millor actriu principal |
| 2005 | Den store dag                     | Signe                             | |
| 2005 | H.C. Andersens eventyr            | Veus addicionals                  | TV (5 episodis, 2005) |
| 2004 | Forbrydelser                      | Kate                              | Premi Bodil a la millor actriu secundària Premi Robert a la millor actriu secundària                                                          |
| 2003 | Tvilling                          | Julie                             | |
| 2003 | Afgrunden                         | Siv                               | |
| 2002 | Okay                              | Trisse                            | |
| 2002 | Bungalow                          | Lene                              | |
| 2001 | P.O.V.                            | Kamilla                           | |
| 2001 | Torben Toben                      | Agga                              | Televisió |
| 2000 | Edderkoppen                       | Topsy                             | TV miniseries |
| 1999 | I Kina spiser de hunde            | Hanne                             | |
| 1999 | Taxa                              | Stine Jensen                      | Televisió (35 episodis, 1997–1999) |
| 1999 | Indien                            | April                             | |
| 1998 | Festen                            | Pia                               | |
| 1998 | Kys, kærlighed og kroner          | Katja                             | |
| 1997 | Herkules                          | Meg                               | versió danesa |
| 1996 | De Største helte                  | Pernille                          | |
| 1996 | Skyernes skygge rammer mig        | Lis                               | |
| 1991 | Cecilia                           | Cecilia                           | Televisió |
| 1990 | Casanova                          | Gurli                             | |
| 1990 | Springflod                        | Pauline                           | Premi Bodil a la millor actriu principal |

## Discografia
- 1987: Danse i Måneskin, Eldorado Records
- 1988: Blå & Hvide Striber, (with Rock-Nalle), Banzai Records
- 1988: Et Frossent Ojeblik, It's Magic
- 2004: Mr. Nice Guy
- 2005: Den Store Day